# Diplectrum
Diplectrum là một chi cá biển thuộc phân họ Serraninae nằm trong họ Cá mú. Các loài trong chi này có phạm vi phân bố ở Đông Thái Bình Dương và Tây Đại Tây Dương.

## Các loài
Có tất cả 12 loài được ghi nhận trong chi này:
- Diplectrum bivittatum (Valenciennes, 1828)
- Diplectrum conceptione (Valenciennes, 1828)
- Diplectrum eumelum Rosenblatt & Johnson, 1974
- Diplectrum euryplectrum Jordan & Bollman, 1890
- Diplectrum formosum (Linnaeus, 1766)
- Diplectrum labarum Rosenblatt & Johnson, 1974
- Diplectrum macropoma (Günther, 1864)
- Diplectrum maximum Hildebrand, 1946
- Diplectrum pacificum Meek & Hildebrand, 1925
- Diplectrum radiale (Quoy & Gaimard, 1824)
- Diplectrum rostrum Bortone, 1974
- Diplectrum sciurus Gilbert, 1892